# Армиевский сельсовет
Армиевский сельсовет — муниципальное образование со статусом сельского поселения в Шемышейском районе Пензенской области Российской Федерации.
Административный центр — село Армиево.

## История
Статус и границы сельского поселения установлены Законом Пензенской области от 2 ноября 2004 года № 690-ЗПО «О границах муниципальных образований Пензенской области».

## Население
| 2002 | 2010 | 2012 | 2013 | 2014 | 2015 | 2016 |
| ---- | ---- | ---- | ---- | ---- | ---- | ---- |
| 751  | ↘629 | ↘600 | ↘568 | ↘557 | →557 | ↘552 |
| 2017 | 2018 | 2021 |      |      |      |      |
| ↘533 | ↘523 | ↘446 |      |      |      |      |

## Состав сельского поселения
| № | Населённый пункт | Тип населённого пункта       | Население |
| - | ---------------- | ---------------------------- | --------- |
| 1 | Армиево          | село, административный центр | ↘483      |
| 2 | Неклюдово        | село                         | ↘15       |
| 3 | Пиксанкино       | село                         | ↘131      |